# Refeudalització
La refeudalització és un procés històric que es va donar a partir de la crisi del segle xiv a diferents parts d'Europa.
El terme també s'aplica, al context de la teoria de l'esfera pública de Jürgen Habermas a determinats fenòmens de les societats contemporànies, quan s'atorguen certs privilegis a grups organitzats.

## Refeudalització com a procés històric
A Europa occidental, on el feudalisme havia tingut un ple desenvolupament en el període anterior, la crisi del segle xiv pot entendre's com a crisi de la manera de producció feudal: els feus despoblats no proporcionen rendes suficients als seus senyors, que comencen un període de lluites amb altres nobles de la qual sortiran enriquides les famílies victorioses, constituint una alta noblesa, mentre que les de la baixa noblesa veuran restringides les seves possibilitats econòmiques i socials. En un primer període semblen millorar les condicions de vida dels serfs, en alguns casos fins i tot la desaparició de la seva condició servil (pagesos de remença a Catalunya), i els treballadors assalariats vine com augmenten els salaris mentre baixen els preus dels productes. De forma gradual, els senyors triomfants van establint un nou tipus de relació feudal, en la qual quedi clar que els camperols hauran de conformar-se amb una relació subordinada en la qual els senyors estan en situació d'extreure de forma extraeconòmica l'excedent productiu, que és el que defineix la manera de producció feudal segons el model materialista. El paper de les monarquies autoritàries, d'especial complexitat, és d'àrbitre d'aquestes lluites socials, recolzant-se successivament en un agent social o en un altre (alta noblesa, baixa noblesa, alta i baixa burgesia). La sort canviant i derrota definitiva de la Revolta Irmandiña de Galícia pot ser un bon exemple d'això. El període presencia les més convulses guerres civils, com van ser la Guerra dels Cent Anys, la Guerra de les Dues Roses i la trucada Guerra Civil Castellana. Enric II de Castella, cridat el de les mercès, deu el seu àlies (mercè, o sigui, regal) al repartiment massiu de territoris de la Vila reial entre els membres de les cases aristocràtiques que li van conduir al poder. L'accés al senyoriu per compra de jurisdiccions també va ser un sistema comú d'adquisició, sobretot en l'Edat Moderna. En la Castella del segle xvii va ser molt usual la conversió en vedat rodó i despoblat de les terres (teòricament la seva declaració com abandonades pels camperols) per a la seva millor gestió per part dels senyors, moltes vegades amb més interès a mantenir una explotació ramadera que agrícola. L'expulsió dels moriscos també va portar com a conseqüència una variació de les condicions de control dels senyors sobre el territori, en aquest cas en àmplies zones de Granada, València, Múrcia i Vall de l'Ebre.
A Europa oriental, on el període anterior no havia definit un feudalisme típic, els estats en formació —Àustria, Hongria, i de forma més clara a Polònia, Lituània i Rússia— consideren la subjecció dels camperols a la servitud (mentre que abans gaudien d'una major llibertat personal). L'abolició de l'esclavitud en aquesta zona es dona entre intervinguts del segle xviii (Àustria) i finals del segle xix (Rússia).

## Refeudalització a Andorra
—Ampliar a partir d'aquesta font—
L'apartat 4 de l'article 1 de la –i vigent– Constitució Andorrana diu literalment:
| « | “El règim polític d'Andorra és el Coprincipat parlamentari.” | » |